# Félix Vidal Celis
Félix Vidal Celis Zabala (né le 21 août 1982 à Santander) est un coureur cycliste espagnol. Il a commencé sa carrière professionnelle en 2005 au sein de l'équipe Orbea et est considéré comme un sprinteur.

## Palmarès
- 1998
  -  Champion d'Espagne sur route cadets
- 2002
  - 9e étape du Circuito Montañés
  - 3e du Mémorial Sabin Foruria
- 2003
  - 4e étape du Tour d'Albacete
  - 1re étape du Tour de Cantabrie
- 2004
  - 4ea étape de la Bizkaiko Bira (es)
  - 2e étape du Tour de Cantabrie
- 2006
  - 7e étape du Circuito Montañés
- 2007
  - Classement général du Tour de Ségovie
  - 2e étape du Tour de Zamora
  - 4e et 5e étapes du Tour de Salamanque
  - 3e et 4e étapes de la Semaine aragonaise
- 2011
  - 2e et 5e étapes du Jelajah Malaysia

## Classements mondiaux
| Année           | 2005 | 2006 | 2007  | 2008 | 2009   | 2010 | 2011 |
| --------------- | ---- | ---- | ----- | ---- | ------ | ---- | ---- |
| UCI Africa Tour |      |      |       |      |        |      | 61e  |
| UCI Europe Tour | 595e | 778e | 1351e | 903e | 1 079e |      |      |